# Општина Драгалина (Калараш)
Драгалина (рум. Dragalina) општина је у Румунији у округу Калараш.
Oпштина се налази на надморској висини од 38 m.